# Affaire Georges Pâques
L'affaire Georges Pâques est une affaire d'espionnage française et internationale durant laquelle il est découvert que Georges Pâques, haut fonctionnaire français travaillant pour l'Organisation du traité de l'Atlantique nord à Paris, espionnait l'organisation pour le compte de l'Union des républiques socialistes soviétiques.

## Circonstances

### Premiers contacts avec l'URSS
En 1944, Georges Pâques se trouve à Alger. Par l'intermédiaire de son mentor, le médecin Imek Berstein, ancien des Brigades internationales de la guerre d'Espagne et rescapé des camps de concentration nazis, il est mis en contact avec un conseiller d'ambassade de l'URSS replié à Alger, Alexandre Gouzovski. S'il confie à Gouzovski ses opinions politiques au début de leur relation, les bavardages deviennent de plus en plus importants et il se met à transmettre des renseignements à l'officier traitant russe.

### Espionnage régulier
A la Libération, il renoue avec un officier des renseignements soviétiques, Ivan Agayants.
Il est contacté ensuite par d'autres officiers, successivement Alexandre Alexeïev (1944-1950), Sergueï Gavritchev (1950-1956), Alexeï Tritchine (1956-avril 1958), Nicolas Lyssenko (avril 1958-juillet 1962), et Vassili Vlassov (juillet à août 1962). Rien que pendant les quatre dernières années de sa collaboration avec les services secrets soviétiques, sur les vingt années au total, il donne des documents sur les projets de défense des pays de l'OTAN, le système de défense occidentale de Berlin-Ouest, le plan d'importation des radars en Turquie et le plan de défense de l'OTAN pour l'Europe occidentale, ainsi que près de deux cents biographies de personnages importants, hommes politiques, hauts fonctionnaires, journalistes et diplomates.
Les remises de documents et les contacts avaient lieu tous les quinze jours. La fiche de la DST sur Pâques indique que si, « à l'origine, le recrutement de Pâques reposait essentiellement sur des bases idéologiques », il a fini par recevoir à plusieurs reprises « des sommes d'argent variant de 50 000 à 200 000 anciens francs ».
Sa confession écrite ultérieure précise qu'avant 1957, ses informations sont uniquement politiques et qu'elles ne deviennent militaires qu'après 1957, ses informations sur l'OTAN devenant capitales pour les Soviétiques. Selon une analyse réalisée par l'OTAN en avril 1964, « les documents classifiés OTAN qui [...] ont été compromis par M. Georges Pâques contiennent la plupart des éléments essentiels permettant à l'ennemi d'évaluer pleinement les doctrines et la politique fondamentale de l'OTAN en matière de défense, ou d'en obtenir confirmation. Ils contiennent également des éléments d'information suffisants pour permettre d'établir une liste assez complète des faiblesses existant dans la situation des forces de l'OTAN ».

### Traque de la Direction de la Surveillance du territoire
Le SDECE est informé de la présence d'une taupe au sein de l'OTAN. Philippe Thyraud de Vosjoli, un agent des services français, est mis sur sa piste par un informateur soviétique de la CIA, Anatoli Golitsyn, major du KGB,,,, qui travaillait en Finlande avant de passer à l'Ouest.
L'affaire est confiée à la Direction de la Surveillance du territoire, qui prend Pâques en filature à partir de 1963. Le 10 août 1963, la DST le photographie alors qu'il se rend à un rendez-vous à Feucherolles avec Vassili Vlassov, officier du KGB.

## Arrestation
Le 12 août 1963, Georges Pâques est arrêté par la DST devant son lieu de travail à la Porte Dauphine (siège de l'OTAN). Il reconnaît devant Marcel Chalet qu'il a été recruté par les Soviétiques. Profondément croyant, il souffre de la crainte de ne pouvoir accéder aux sacrements du fait de sa trahison ; Chalet fait venir un prêtre de la Madeleine pour qu'il se confesse au milieu d'une cour intérieure du service de renseignement. Libéré par cette confession, il répond à toutes les questions du service.

## Jugement
Le procès s'ouvre le 6 juillet 1964 devant la cour de sûreté de l'État. Lors de son procès, il déclare : « Je suis un homme pacifique. Je n'aime pas les Soviétiques, mais je suis également convaincu que les Américains, en raison de leurs conceptions très primaires, sont de dangereux fauteurs de guerre. J'ai donc pensé que pour éviter un conflit international, aboutissant fatalement à une catastrophe mondiale, il était indispensable de rétablir les forces en présence. Voilà le mobile qui n'a jamais cessé de m'animer ! ».
Le procureur de la Cour de sûreté de l'État requiert contre lui la peine de mort pour trahison. La cour lui reconnaît des circonstances atténuantes, et le condamne pour trahison à la perpétuité le 7 juillet 1964, cette peine étant commuée en 1968 en vingt ans de prison. Il est également déchu de son grade dans l'ordre de la Légion d'honneur.

## Postérité

### Réduction de peine et grâce présidentielle
Pâques bénéficie d'une réduction de peine à vingt ans décidée par Charles de Gaulle en février 1968. Il est finalement gracié en mai 1970 par Georges Pompidou, son ancien condisciple rue d'Ulm, devenu Président de la République.

### Fin de vie en liberté
Il se rend plusieurs fois en URSS, conquis par ce pays dont il parle la langue, apprise en prison. Au milieu des années 1980, il reconnaît en privé son attirance pour le communisme.
Sa personnalité et sa trahison s'expliqueraient parce qu'il est issu d'une famille bourguignonne qui paya un lourd tribut à la Première Guerre mondiale d'où son pacifisme. Cette explication n'est pas incompatible avec celle que donne Pierre Assouline dans sa biographie de Georges Pâques. Selon Assouline, la principale motivation de Georges Pâques était son antiaméricanisme radical : il craignait que la politique étrangère américaine, qu'il jugeait impérialiste, ne conduisît à un conflit avec l'URSS et donc à un nouveau conflit mondial. Raison pour laquelle il aurait livré des informations à l'URSS afin de contribuer à rétablir une sorte d'équilibre stratégique. Une autre raison de sa trahison donnée à son entourage était qu'il craignait que le potentiel nucléaire de la France ne soit surestimé par les Soviétiques ; il n'a cependant jamais transmis d'information « sensible » concernant la défense militaire française.